# Тукулёр
Тукулёр — народ, живущий на севере Сенегала (составляет 10 % населения страны), в долине реки Сенегал, в Мавритании, Мали и Гвинее.

## Происхождение
Тукулёр происходят от народов фульбе (фулани).
В середине XVI в. было основано государство Фута Торо. В то время на тукулёр совершали набеги племена берберов.
В XVIII в. тукулёры установили окончательный контроль над своей территорией, а после войны 1852—1864 гг. предводитель тукулёр Умар Талл основал империю Тиджания Омара ал-Хаджа, которая имела власть над западной Сахарой, пока не была завоевана французами в 1893 г.
Название «тукулёр» происходит от названия государства Такрур (французская народная этимология Toucouleur — «все цвета»).
В 1989 г. разразился конфликт между Мавританией и Сенегалом, в результате которого тукулёр были вынуждены покинуть территорию Мавритании.

## Хозяйственные занятия
Выращивают бобы, кукурузу, тыквы, дыни, картофель и батат. Разводят рогатый скот. Торгуют с жителями Мавритании и Сенегала.

## Жилище
Традиционные жилища тукулёр — это глиняные дома с соломенной крышей. Деревни обычно очень чистые и аккуратные, несмотря на суровые природные условия. Города же наоборот, утопают в грязи. Там традиционные хижины заменяют дома из глиняных кирпичей с металлической крышей .

## Одежда
Стиль одежды тукулёр возник под сильным влиянием арабских традиций. Одежда изготавливается из лёгких материалов, чтобы обеспечить циркуляцию воздуха. Повседневная одежда обычно серых или коричневых оттенков, но также встречаются чёрные, зелёные и синие цвета.
Праздничная одежда обычно ярких цветов и богато расшита золотой нитью. Как женщины, так и мужчины надевают золотые украшения: цепочки, кольца, серьги и браслеты.
Мужчины носят большие свободные мантии и тюрбаны. Женщины — длинные свободные платья (Booboos) и шарф, повязанный на голове как тюрбан.

## Язык
Тукулёр говорят на диалекте фута-торо, относящемся к языку фула . Сами себя они называют Haapulaaren, что значит «те, кто говорят на пуулар (фула)».

## Общество
Общество тукулёр патриархально и имеет строгую иерархию: 12 каст, которые подразделяются на 3 класса.
- toorobbê — высшая каста, состоит из религиозных лидеров. Большая часть тукулёр принадлежит к этой касте.
- rimb — название переводится как «свободные» или «чистые».
- subalb — каста рыбаков, живущих около реки.
- sebb — земледельцы.
- dyawamb — торговцы.
- nyenb — сказители, музыканты и художники.
- gallunkob — слуги (фактически рабы).

### Брак
Когда девочкам исполняется 13 лет, они считаются созревшими для замужества, организацией которого занимаются их родители. В то время как невеста празднует с друзьями, жених идёт в мечеть, чтобы утвердить брачный союз. Затем невеста со своей семьёй идёт в дом жениха, где они вместе со старейшинами обсуждают свадьбу. На следующий день тетя невесты подтверждает, что девушка является девственницей, купает её и делает ей массаж. После всего этого невеста приветствует своего жениха, готовится еда и на этом празднество заканчивается.